# Dietrich Knorr (Mediziner)
Dietrich Knorr (* 19. September 1923 in München; † 24. Januar 2012) war ein deutscher Mediziner.

## Werdegang
Nach seiner Habilitation 1963 wurde Dietrich Knorr 1969 zum außerplanmäßigen Professor für Kinderheilkunde an der Universität München ernannt. Von 1974 bis 1988 war er Leiter der Abteilung für pädiatrische Endokrinologie an der Universitätskinderklinik München.
Knorr war ein Pionier auf dem Gebiet der Steroidanalytik und der pädiatrischen Endokrinologie.

## Dietrich-Knorr-Preis
Seit 2004 vergibt die Deutsche Gesellschaft für Endokrinologie alljährlich den Dietrich-Knorr-Preis für Forschungen zur Nebenniere und den Gonaden.